# کوه خولودیلنیک
کوه خولودیلنیک (روسی: гора́ Холоди́льник) یک کوه در سرزمین پریمورسکی کشور روسیه است.